# Boris Vsevolodovič Gromov
Boris Vsevolodovič Gromov (Saratov, 7 novembre 1943) è un generale e politico russo.

## Biografia
Nato a Saratov, Gromov ha frequentato la scuola militare per cadetti di Suvorov, la scuola di comando militare di Leningrado, l'Accademia militare "Frunze" e l'Accademia di Stato maggiore. Nella sua carriera ha partecipato alla guerra in Afghanistan servendo per tre periodi (1980–1982, 1985–1986, 1987–1989), divenne famoso per essere stato l'ultimo comandante della 40ª Armata sovietica in Afghanistan dal 1987 al 1989 e per essere stato l'ultimo militare sovietico a lasciare l'Afghanistan, attraversando a piedi il ponte dell'amicizia afghano-uzbeko sul fiume Amu Darya il 15 febbraio 1989.
Dopo il conflitto afgano venne scelto come candidato alla vice-presidenza della Federazione russa dal partito comunista per le elezioni presidenziali del 1991 ma non venne eletto, divenne primo vice-ministro della difesa. Nel 1994 Gromov si ritirò dalla vita militare e venne nominato vice-ministro dell'interno. Nel 1995 venne eletto alla Duma di Stato. Nel 2000 venne eletto governatore della oblast' di Mosca, rieletto nel 2003.